# Yuji Rokutan
Yuji Rokutan (六反 勇治, Rokutan Yuji) est un footballeur japonais né le 10 avril 1987. Il évolue au poste de gardien de but.